# Wolfgang Müller von Königswinter

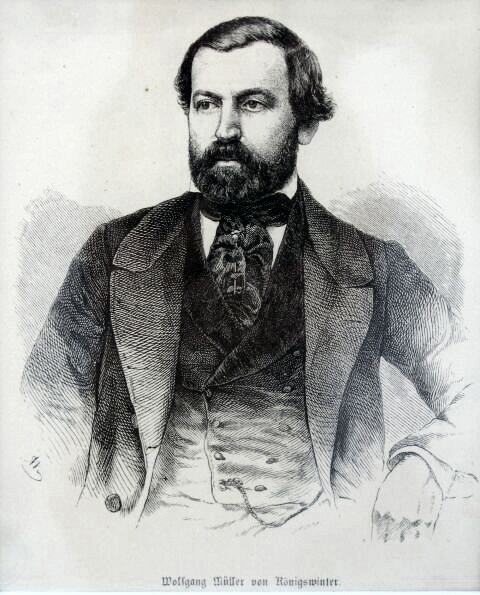
Wolfgang Müller von Königswinter,
Holzschnitt 19. Jahrhundert

Wolfgang Müller von Königswinter, eigentlich Peter Wilhelm Karl Müller (* 5. März 1816 in Königswinter; † 29. Juni 1873 in Neuenahr), war ein deutscher Arzt, Politiker sowie Dichter patriotischer Lyrik, beliebter Volkslieder und Sagen.

## Leben

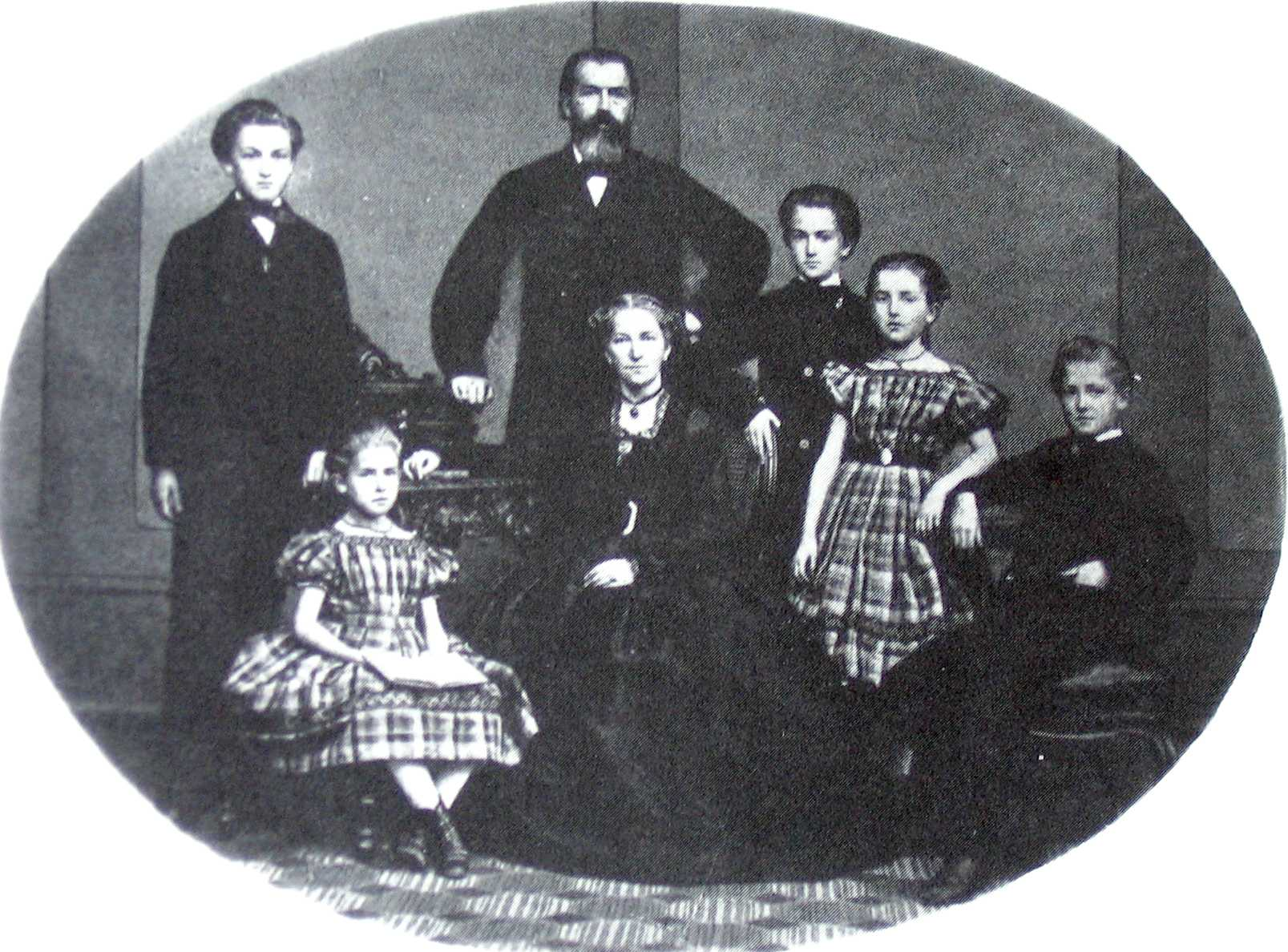
Wolfgang Müller von Königswinter im Kreis seiner Familie

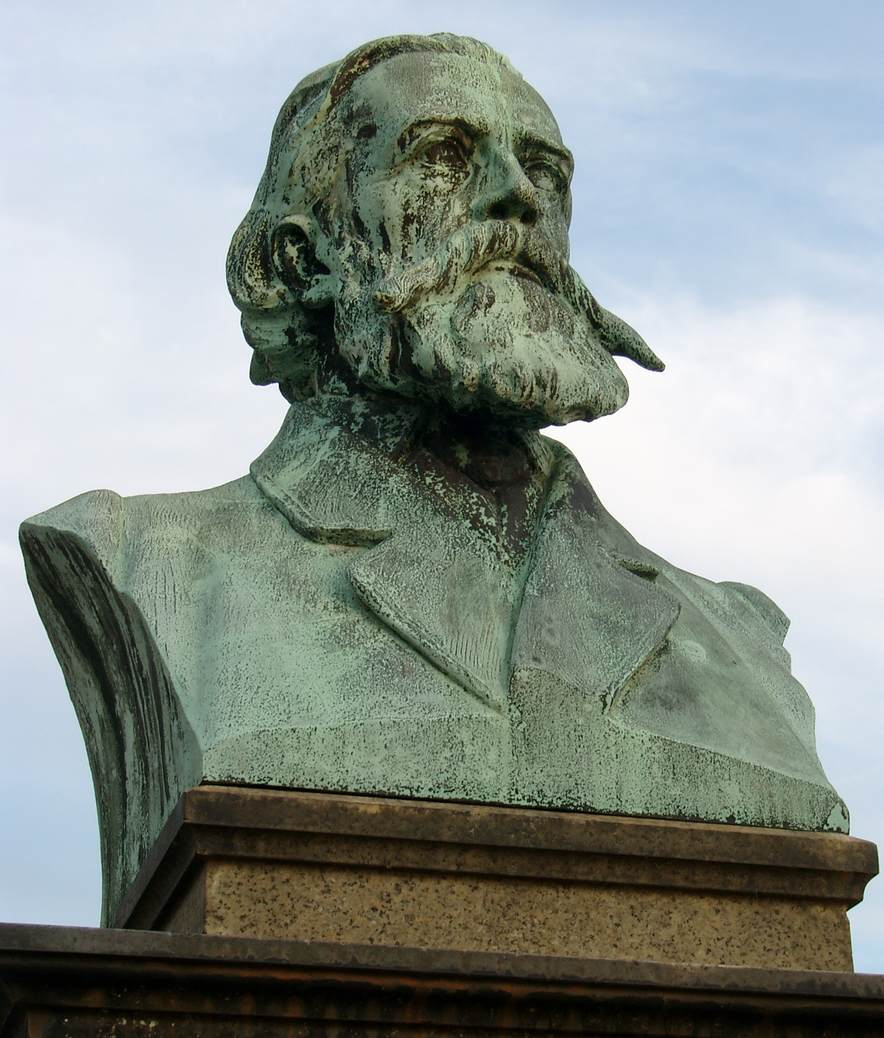
Büste (1896) des Wolfgang Müller von Königswinter von Otto Lessing auf der Rheinallee in Königswinter

Wolfgang Müller wurde als Sohn des Arztes Johann Georg Müller in Königswinter am Rhein geboren. Der Vater zog später nach Bergheim, wo Wolfgang seine Kinder- und Jugendzeit verbrachte. Von 1827 bis 1835 besuchte er das Königliche Gymnasium in Düsseldorf und schrieb während dieser Zeit bereits erste Gedichte. Im kunstinteressierten Elternhaus lernte er den frühverstorbenen Komponisten Norbert Burgmüller sowie die Maler Alfred Rethel, Jakob Becker und Andreas Achenbach kennen. Müller war in dieser Zeit in die junge Gräfin Stephanie von Nesselrode verliebt, eine Schwester seines Schulfreundes Maximilian von Nesselrode, zugleich die Tochter von Burgmüllers Mäzen Graf Franz von Nesselrode (1783–1847), der er zahlreiche Gedichte widmete. Zeit seines Lebens hegte Müller eine große Vorliebe für die Bildende Kunst, insbesondere für die Düsseldorfer Malerschule.
Auf Wunsch seines Vaters studierte Wolfgang Müller ab 1835 Medizin an der Universität Bonn und suchte nebenher Kontakte zu Dichtern und Schriftstellen zu knüpfen (Karl Simrock, Ferdinand Freiligrath u. a.). 1838 wechselte er an die Universität Berlin, wo er 1840 sein Staatsexamen absolvierte und anschließend als Chirurg beim Militär in Düsseldorf wirkte.
1842 setzte er seine medizinischen Studien in Paris fort, wo er mit Heinrich Heine, Franz von Dingelstedt und Georg Herwegh zusammentraf. Nach dem plötzlichen Tod seines Vaters ließ er sich in Düsseldorf als praktischer Arzt nieder. 1847 heiratete er Emilie Schnitzler (1822–1877) aus der Kölner Bankiersfamilie Schnitzler, eine Tochter von Karl Eduard Schnitzler. Ein Jahr später wurde er Mitglied des Vorparlaments in der Frankfurter Paulskirche. 1853 gab er seinen Arztberuf auf, zog nach Köln und wurde freier Schriftsteller. In Erinnerung widmete er 1854 den Düsseldorfer Künstlern der letzten 25 Jahre eine Reihe kunstgeschichtlicher Briefe und übernahm von 1860 bis 1866 die Leitung des von ihm schon einmal von 1851 bis 1852 redigierten Düsseldorfer Künstler-Albums des Verlags Arnz & Comp.

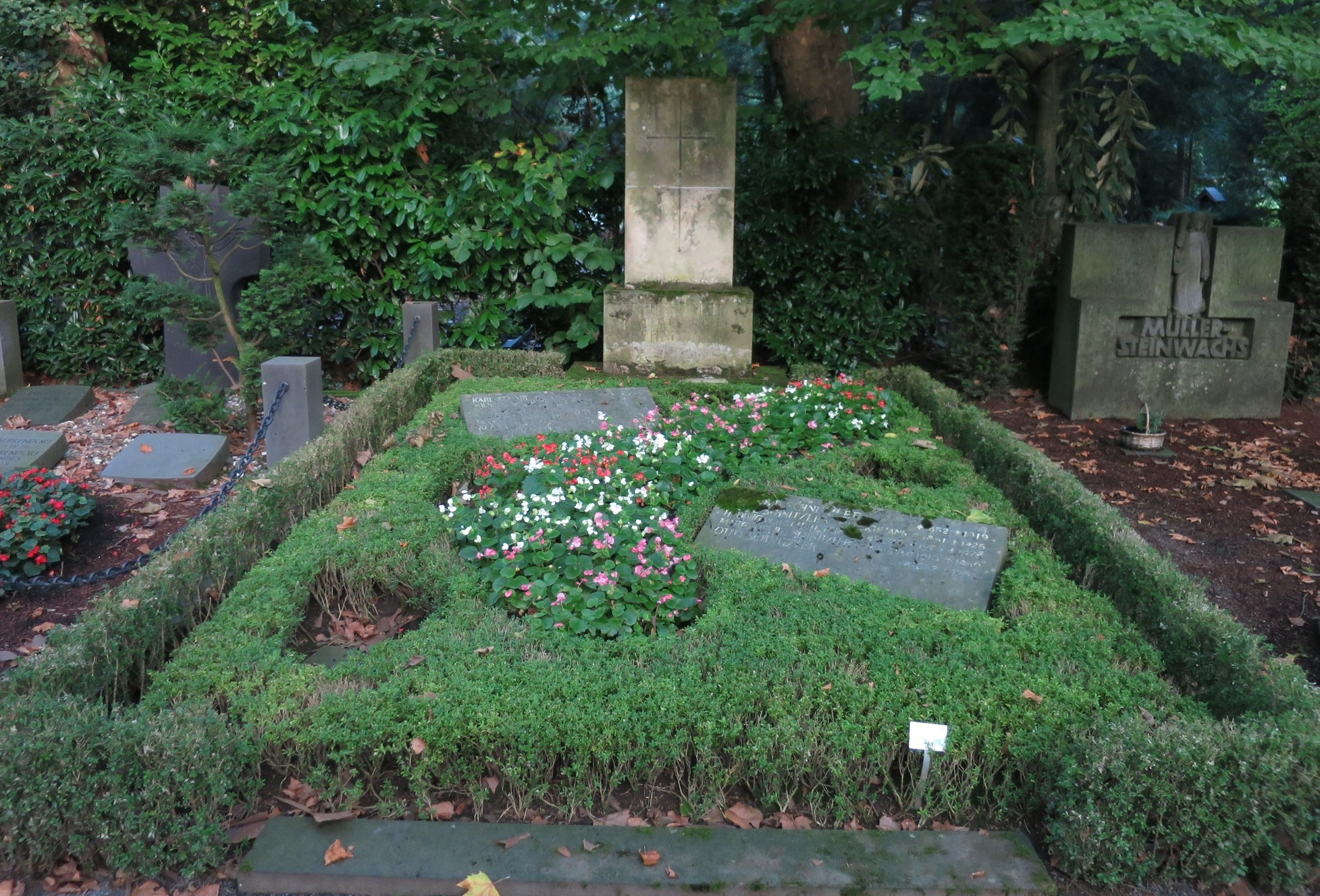
Grab der Familie (von) Schnitzler auf dem Kölner Friedhof Melaten

Ein Leiden an der Leber war 1873 der Anlass zu einer Übersiedelung nach dem Badekurort Neuenahr, wo er im selben Jahr im Alter von 57 Jahren verstarb. Beigesetzt wurde er im Familiengrab seiner Frau auf dem Kölner Friedhof Melaten (HWG, zwischen Lit.D+E).

1878 wurde an seinem Geburtshaus in Königswinter eine marmorne Gedenktafel zur Erinnerung an den Dichter angebracht. 1912 wurde eine Straße in Köln-Marienburg nach ihm benannt. 1932 erhielt sein Geburtshaus, das damalige Hotel Adler, den Beinamen „Haus Wolfgang Müller“, der aber bereits 1937 wieder aufgehoben wurde. Dafür erhielt ebenfalls 1937 eine neu angelegte Stichstraße im Norden der Stadt den Namen „Wolfgang-Müller-Straße“. 1971 brannte das Geburtshaus Müllers ab und wurde nach dem 1975 erfolgten Abbruch durch einen Neubau (Hauptstraße 403) ersetzt. 

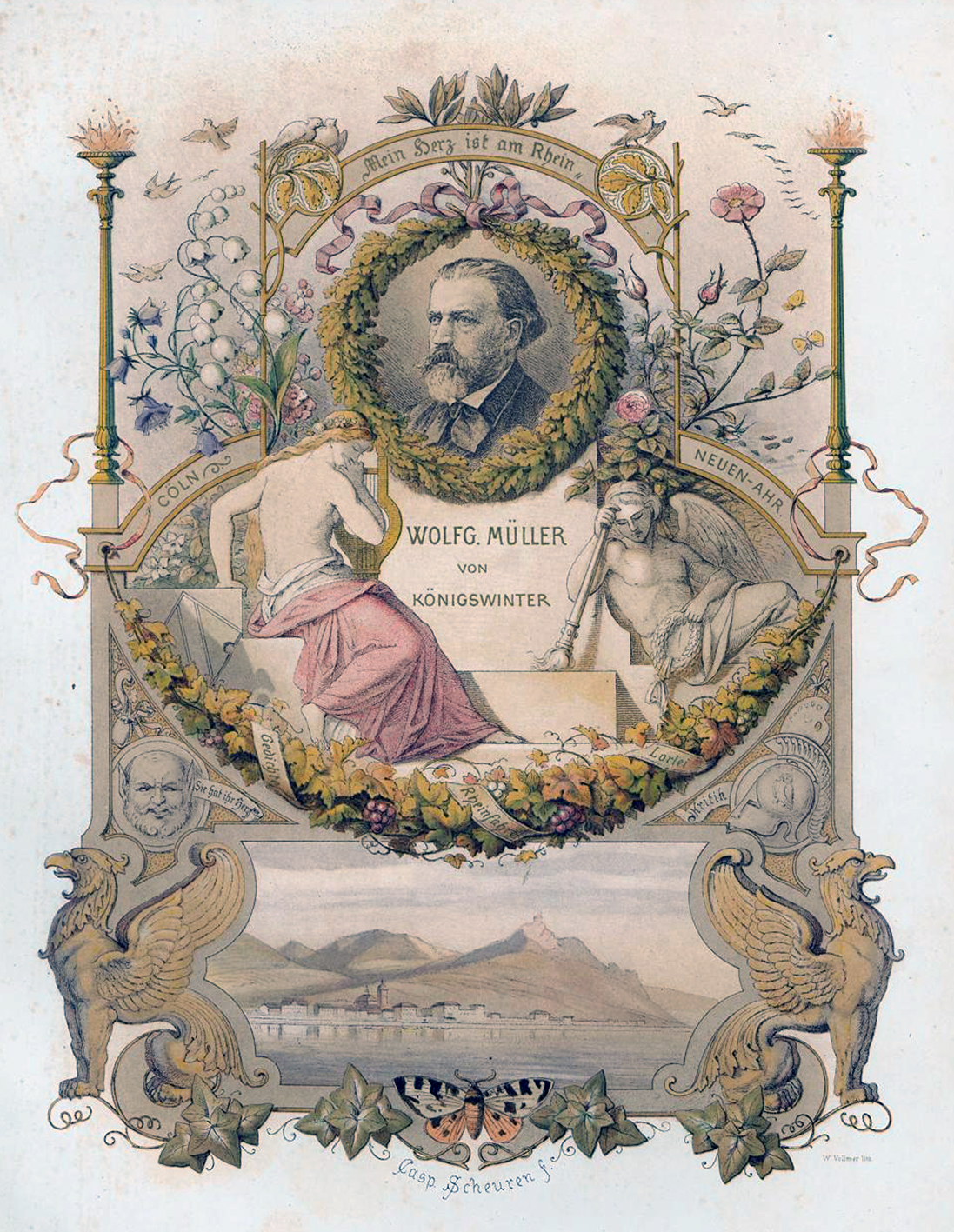
Zum Gedächtniß von Wolfgang Müller von Königswinter. Illustration von Caspar Scheuren, Deutsches Künstler-Album, 1875

## Familie
Müller hatte eine Schwester, Wally (eigentl. Walburga Caroline, * 12. September 1817 in Königswinter † 21. Juli 1912 Kronberg im Taunus). Sie betätigte sich in Düsseldorf als Sopranistin im Singverein und wirkte 1832, 1835 und 1836 bei den Niederrheinischen Musikfesten mit. Am 12. Mai 1838 heiratete sie den Maler Jakob Becker, mit dem sie 1841 nach Frankfurt am Main übersiedelte. 1901 veröffentlichte sie Erinnerungen aus meinem Leben.
Aus Müllers Ehe mit Emilie Schnitzler gingen fünf Kinder hervor:
- Max Müller (1850–1908),
- Paul Müller (1852–1868),
- Hans Müller (1854–1897), der als Musikwissenschaftler hervortrat und einige Bücher verfasste,
- Else Müller (1856–1933), die 1883 den Maler Norbert Schrödl (1842–1912) heiratete, und
- Tony Müller (1857–1883).

## Werke (in Auswahl)
- Erinnerungen an Norbert Burgmüller. In: Neue Zeitschrift für Musik. 1840 – Nachdruck unter dem Titel „Ich glaubte nur an Musik“. Wolfgang Müller von Königswinter, Erinnerungen an Norbert Burgmüller, hrsg. von Klaus Martin Kopitz, Begleitbuch zur Ausstellung zum 200. Geburtstag von Norbert Burgmüller im Heinrich-Heine-Institut, Köln: Dohr, 2010, ISBN 978-3-936655-76-6
- Junge Lieder, Düsseldorf: J. H. C. Schreiner 1841 (Digitalisat), darin das Lied Mein Herz ist am Rheine, das in der Vertonung durch Wilhelm Speyer ein beliebtes Stück für Liederabende und Gesangsvereine wurde[10]
- Balladen und Romanzen. 1842.
- Rheinfahrt. 1846.
- Gedichte. 1847.
- Ode der Gegenwart. 1848.
- Germania. Ein satyrisches Märchen. 1848.
- Kinderleben in Liedern und Bildern. 1850.
  - Kinderleben in Liedern und Bildern. Schulz, Düsseldorf 1850 (digitalisierte Ausgabe der Universitäts- und Landesbibliothek Düsseldorf).
- Lorelei. Rheinische Sagen. 1851.
- Adolph Tidemand: Norwegisches Bauernleben. Ein Cyclus in 10 Bildern. Mit allegorischem Titel in Farbendruck, entworfen von Caspar Scheuren. Nach den Original-Cartons, zu den für die Königliche Villa „Oskarshall“, bei Christiania, ausgeführten Gemälden, lithographiert von Johann Baptist Sonderland. Mit deutschem Text von Wolfgang Müller und norwegischem Text von Andreas Munch. Schulte, Düsseldorf 1851; 2. Auflage 1852 (digitalisierte Ausgabe der Universitäts- und Landesbibliothek Düsseldorf).
- Düsseldorfer Künstler-Album. Redigiert 1851, Leitung 1860 bis 1866.
- Die Maikönigin. Eine Dorfgeschichte in Versen. 1852.
- Düsseldorfer Künstler aus den letzten fünfundzwanzig Jahren. Kunstgeschichtliche Briefe. Rudolph Weigel, Leipzig 1854 (Digitalisat).
- Prinz Minnewein. Ein Mittsommerabendmärchen. 1854.
- Der Rattenfänger von St. Goar. Eine rheinische Kleinstädtergeschichte. 1854.
- Das Rheinbuch. Landschaft, Geschichte, Sage, Volksleben. Muquardt, Brüssel 1855 (digitalisierte Ausgabe der Universitäts- und Landesbibliothek Düsseldorf).
- Münchener Skizzenbuch. 1856.
- Gedichte. 2 Bände. Rümpler, Hannover 1857.
- Johann von Werth. Eine deutsche Reitergeschichte. 1858. (Digitalisat)
- Erzählungen eines rheinischen Chronisten. 1860/61.
- Alfred Rethel. Blätter der Erinnerung. F. A. Brockhaus, Leipzig 1861. (Digitalisat)
- Sie hat ihr Herz entdeckt. Lustspiel in einem Akt. 1863.
- Vier Burgen. 1864.
- Eine Fahrt durch’s Lahnthal. 1865
- Von drei Mühlen. 1865.
- Zum stillen Vergnügen. 1865.
- Rheinbuch. 1865.
- Märchenbuch für meine Kinder. 1866.
- Der Pilger in Italien. 1868.
- Durch Kampf zum Sieg. Zeitgedichte. 1870.
- Zauberer Merlin. 1871.
- Deutsches Künstler-Album mit Beiträgen lebender Künstler und Dichter. Düsseldorf 1871 (digitalisierte Ausgabe der Bayerischen Staatsbibliothek)
- Dramatische Werke. 1872.
- Das Haus der Brentano. 1873.